# Pācham-e Deh Hārūn
Pācham-e Deh Hārūn (persiska: پاچَمِ دِه هارون) är en ort i Iran.   Den ligger i provinsen Ilam, i den västra delen av landet, 500 km väster om huvudstaden Teheran. Pācham-e Deh Hārūn ligger 787 meter över havet och antalet invånare är 183.
Terrängen runt Pācham-e Deh Hārūn är kuperad. Runt Pācham-e Deh Hārūn är det ganska tätbefolkat, med 149 invånare per kvadratkilometer. Närmaste större samhälle är Bān-e Sarv, 15,5 km öster om Pācham-e Deh Hārūn. Omgivningarna runt Pācham-e Deh Hārūn är i huvudsak ett öppet busklandskap.